# Peter Doyle (Radsportler)
Peter James Doyle (* 26. November 1945 in Wicklow) ist ein ehemaliger irischer Radrennfahrer.
1968 gewann Peter Doyle drei wichtige irische Radrennen: Die Straßenmeisterschaft der Amateure, die Irland-Rundfahrt und die Route de Chill Mhantain (heute Shay Elliott Memorial). Dazu kam der dritte Platz im Milk Race hinter dem Sieger Gösta Pettersson. Er holte zwei Tageserfolge in diesem Etappenrennen.
Im selben Jahr startete er bei den Olympischen Spielen in Mexiko-Stadt im Einzel-Straßenrennen, das er aber nicht beendete. In den folgenden Jahren gewann er diverse Rennen in seiner Heimat, in Großbritannien und in Frankreich. 1972 startete er ein zweites Mal bei Olympischen Spielen, konnte aber auch in München keine vorderen Plätze belegen. 1973 gewann er erneut das Eintagesrennen Shay Elliott Memorial. 1974 siegte er bei dem irischen Etappenrennen Rás Tailteann.